# بورنا سوسا
بورنا سوسا (بالكرواتية: Borna Sosa) (21 يناير 1998 بزغرب في كرواتيا - ) هو لاعب كرة قدم كرواتي في مركز الدفاع. شارك مع منتخب كرواتيا تحت 17 سنة لكرة القدم. أما مع النوادي، فقد لعب مع نادي دينامو زغرب.

## وصلات خارجية
- بورنا سوسا على موقع الاتحاد الأوربي (الإنجليزية)
- بورنا سوسا على موقع اتحاد كرواتيا (الكرواتية)
- بورنا سوسا على موقع إي إس بي إن إف سي (الإنجليزية)
- بورنا سوسا على موقع قاعدة بيانات كرة القدم.إي يو (الإنجليزية)
- بورنا سوسا على موقع ليكيب (الفرنسية)
- بورنا سوسا على موقع ناشيونال فوتبول تيمز (الإنجليزية)
- بورنا سوسا على موقع Soccerbase.com (لاعب) (الإنجليزية)
- بورنا سوسا على موقع Soccerway.com (الإنجليزية)
- بورنا سوسا على موقع عالم كرة القدم.نت (الإنجليزية)
- بورنا سوسا على موقع AS.com (الإسبانية)